# 克蘇魯區

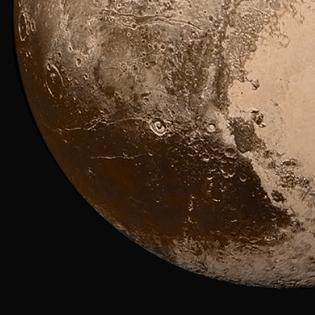
克蘇魯區的"頭"部地區，在它的右邊是史波尼克高原

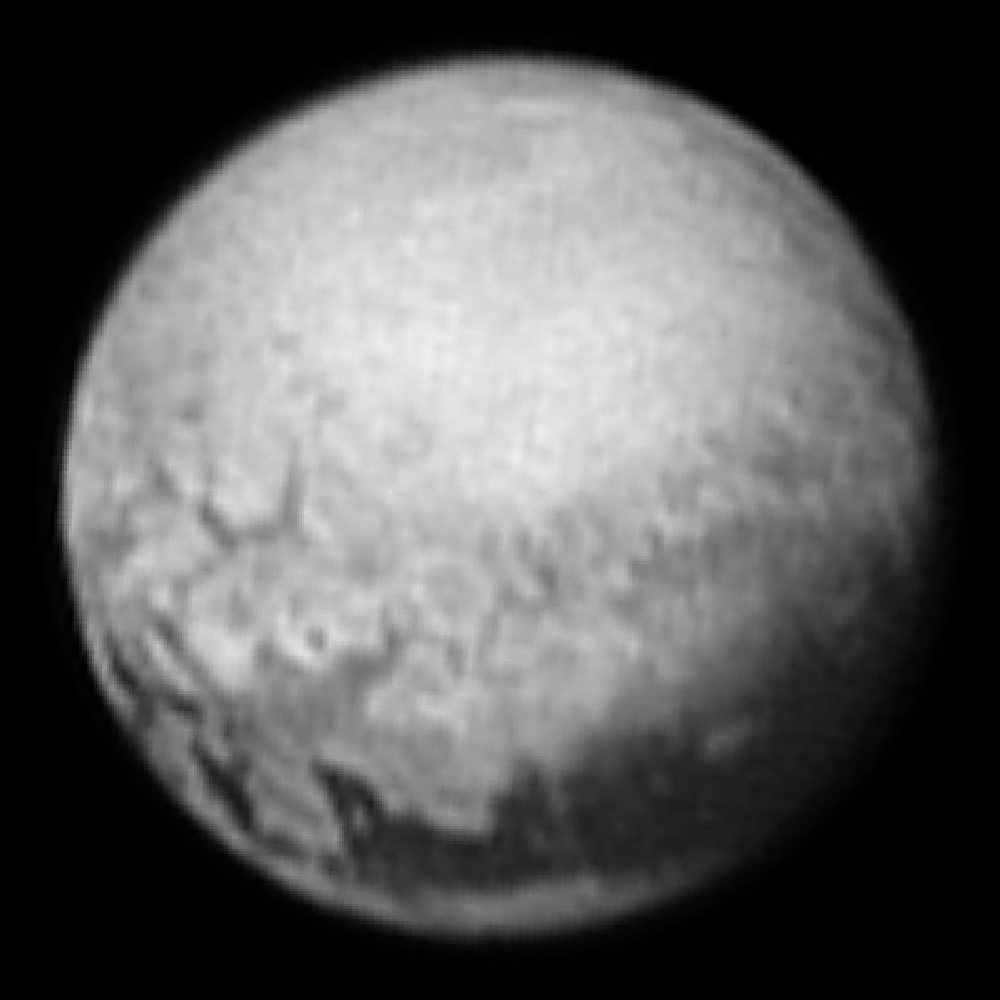
在影像的底部是克蘇魯區的"尾"部。"頭"部伸展至冥王星可見區域的右邊。在底部的左邊可以看見孟婆斑

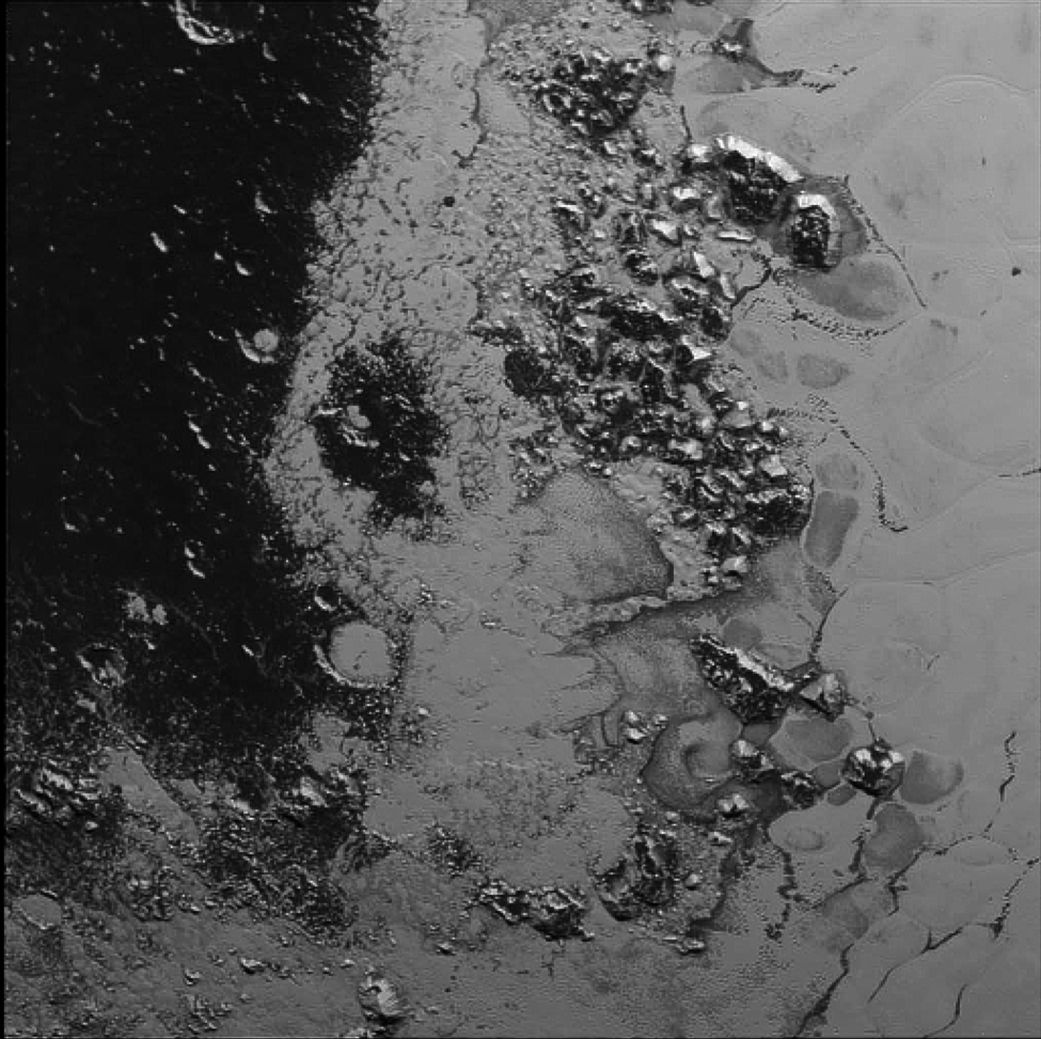
這張影像是克蘇魯區的"頭"（左邊）和明亮、平滑的史波尼克高原交界地區，希拉蕊山脈在中間

克蘇魯區（英語：Cthulhu Macula）〈/ˈk(ə)thuːluː ˈriːdʒi.oʊ/〉是矮行星冥王星上顯著的地形，讓人聯想到鯨魚的形狀。它是冥王星赤道上長約2,990 km（1,860 mi）的狹長黑暗地區。它在冥王星"心形" 湯博區的史波尼克高原西邊；"指節套環"中的孟婆斑東邊。

## 描述
該區域的顏色推測是複雜的碳氫化合物，稱為托林的一種焦油物質覆蓋表面，是由甲烷與紫外線和宇宙射線作用下和大氣中的氮形成的結果。托林也在其它行星的天體，像是土衛八、天衛二、和土衛六的大氣層內被觀測到，然而，冥王星上黑斑不規則斷開和連接的性質還沒有得到解釋。出現在克蘇魯區的坑洞顯示該地區的年齡有數十億年，與估計只有一億年歲月的明亮史波尼克高原成了明顯對比。高解系的影像顯示，這兩個區域之間的區域是更輕的材料組成，從史波尼克高原由氮、一氧化碳和甲烷組成的冰，可能侵入和堆疊在蘇魯克區的東側。截至2015年7月30日，東側的"頭部"區域有比西側"尾部"區域更高解析度的影像。

## 名稱
在新視野號從異常的安全模式返回正常後，2015年7月8日傳送回來的第一批初始影像中清楚地呈現這個特徵。NASA最初提到它時，以鯨魚指稱其整個形狀。在2015年7月14日，新視野號的團隊以克苏鲁称呼它。这个名称是用出現在霍華德·菲利普斯·洛夫克拉夫特1928年的短篇小說克蘇魯的呼喚和其它小說中，實體在南太平洋的水下城市冬眠，懷有惡意的虛幻的神來命名。它是大量的人類邪教組織宣稱，現在雖然被禁錮住，但終將返回的克蘇魯。
冥王星表面特徵的臨時和非正式名稱是從2015年稍早時間擬出，以"黑暗社會的神與相關生物"為主題的清單中篩選出來。"克蘇魯"是在這類調查中最受歡迎的名字。這個名字受到新聞和社交媒體的青睞，收到了積極的反應，包括芝加哥論壇報社論支持這個名字的名稱和它民主作風的起源。克蘇魯這個名稱可能會提交給國際天文學聯合會，以做為正式的名字。
克蘇路區包含許多坑洞和線性的特徵，也有非正式的名稱。歐特坑、K.愛其沃斯坑和伊里亞德坑等大坑，沿著克蘇魯北部邊緣；布林頓坑、哈林頓坑和H.史密斯坑靠近克蘇魯的東部邊緣；維吉爾溝和比阿特麗斯溝是在克蘇魯內部的線性窪地。

## 外部連結
- 维基共享资源上的相關多媒體資源：克蘇魯區